# Rosemary Clooneyová
Rosemary Clooneyová (23. května 1928 Maysville, Kentucky – 29. června 2002 Beverly Hills, Kalifornie) byla americká zpěvačka a herečka. Známou se stala na počátku 50. let písní „Come On-a My House“ (1951), po které následovala další popová čísla jako „Botch-a-Me“ (1952), „Mambo Italiano“ (1951), „Tenderly“ (1954), „Half as Much“ (1952), „Hey There“ (1954) a „This Ole House“ (1954). Měla úspěch také jako jazzová zpěvačka. Její popularita upadla v šedesátých letech, částečně kvůli problémům souvisejícím s depresemi a drogovou závislostí. Znovu se Clooneyová vrátila v roce 1977, kdy ji Bing Crosby požádal, aby se s ním objevila na přehlídce u příležitosti jeho 50. výročí v show businessu. Pokračovala pak v nahrávání až do své smrti v roce 2002.

## Osobní život
Clooneyová byla dvakrát vdaná za portorickou filmovou hvězdu Josého Ferrera, který byl o 16 let starší. Clooneyová si Ferrera poprvé vzala 1. června 1953 v Durantu v Oklahomě. Přestěhovali se do Santa Moniky v Kalifornii v roce 1954 a poté do Los Angeles v roce 1958. Společně měli pět dětí: Miguela, Marii, Gabriela, Monsitu a Rafaela. Clooneyová a Ferrer se poprvé rozvedli v roce 1961 a znovu se vzali 22. listopadu 1964 v Los Angeles. Manželství se však znovu rozpadlo, protože Ferrer měl poměr se ženou, která se stala jeho poslední manželkou, Stellou Mageeovou. Pár se znovu rozvedl poté, co se Clooneyová o jeho milence dozvěděla, a to v roce 1967.

## Filmografie
- Tony Pastor and His Orchestra (1947 krátký subject)
- The Stars Are Singing (1953) jako Terry Brennan
- Here Come the Girls (1953) jako Daisy Crockett
- Red Garters (1954) jako Calaveras Kate
- White Christmas (1954) jako Betty Haynes
- Deep in My Heart (1954; cameo appearance) jako Performer in 'That Midnight Girl'
- Conquest of Space (1955) jako Musical Number (uncredited) (archive footage)
- The Joker's Wild (1968, TV Movie)
- Twilight Theater (1982, TV Movie)
- Sister Margaret and the Saturday Night Ladies (1987, TV Movie) jako Sarah
- Radioland Murders (1994) jako Anna
- ER (1994, TV Series) jako Mary Cavanaugh / 'Madame X'